# Реяновци
Реяновци е село в Западна България. То се намира в община Трън, област Перник.

## География
Село Реяновци се намира в планински район в близост до планината Руй на разстояние от 18 км. от град Трън.
Селото граничи със селата Бохова, Кострошовци и Сухи дол (Сърбия – на югозапад), Цегриловци, Стрезимировци и Слишовци. Край селото протича малка Боховска река, десен приток на р. Ерма.
На около 3 км. от селото се намира граничният контролно-пропускателен пункт Стрезимировци.

## История
Реяновци е старо българско селище. Името му присъства в османски документи от 1453 г. Историята му има връзка с изчезнало след XV в. село, от което е останало само името на местността „Сабальевци“, където личат останки от римска или ранновизантийска вила – зидове, керамика, съдове, монети, както и с близкото до него селище в местността „Селище“. В района има следи от човешка дейност още от неолита. Живелите тук траки и римляни са се занимавали с рударство, от което са останали безбройни следи от пещи, шлака и пр.
Местна легенда, разказвана не само тук, но и в няколко съседни села, свързва възникването на селото и околните му села със синовете на болярина Срезимир, войвода на цар Самуил. Срезимир имал няколко сина – Рея (Реян), Джия (Джиян) и Боя (Бохян, Бохя), които основали въпросните селища. Реян се заселил в местността „Дупкина кория“. Ето какво пише на 1 април 1926 г. Евтим Спасков, роден в 1896 г., главен учител в джинчовското училище, до Софийския окръжен инспектор: „В старо време имало трима братя – Рая, Боя и Джина, които са живели в съседното село Реяновци. Когато семейството им се уголемило, те се разделили и отишли на три страни. Най-старият Рая останал в старата къща и там се създало сегашното село Реяновци. Вторият Боя отишъл на кошарите, тоест където отгледвали овцете, и поставил началото на сегашното село Бохова. А третият, най-младият Джина, дошел на другите кошари, където отгледвали само кози и основал село под името Джинчовци и от тогава до сега селото носи това име.“
В османотурски регистри името на селото се среща като Реяновци в 1451 г., Раялуфча (Раяловци) в 1453 г., Раянуфча в 1624 г., Раяновче и Райановча в 1576 г., Реяновци в 1878 г.
Най-вероятно действително названието на селото идва от личното име „Реан“, което се среща и в османски дефтер от 1570 г., касаещ Кюстендилски санджак, към който тогава спада и село Реяновци. Името Реян е фонетично свързано с Раян, а то идва от „Райо“ – изходната форма за него е Рая, което е дателен и винителен падеж на Райо (известно е, че Райко е народното название на слънцето). В съседния Косовски санджак през 1571 г. са отбелязани в турските регистри имената Рая, Раян, Раяш, Раяшин, Райета.

## Забележителности
На 2 км от селото в местността „Яничева чука“ и граничната бразда със Сърбия се намира манастирът „Св. Богородица“, известен и като Реяновски. Строен е по време на Втората българска държава. През първите години на турското робство е опожарен. Няколко века по-късно е възстановен отново.
Този малък параклис почти вкопан в земята, с изворче край него, е просъществувал повече от 60 години – до първата четвърт на 20 век.
След Първата световна война в черковното настоятелство назрява идеята на мястото на параклиса да се построи по-голяма черква. Събрани са пари предимно от дарения.
Черквата е завършена през 1926 година, но продължава строителството на магерницата и камбанарията. През 1928 г. строителството е приключило и на 28 август, на празника „Света Богородица“ черквата е осветена от Софийския митрополит Стефан. Камбаната е дарение от местен предприемач.
Всяка година на 28 август се е провеждал голям селски събор, посветен на манастира „Света Богородица“.
В началото на 80-те години инициативен комитет решава да се възстанови манастира и в последната събота на август да се провежда отново Реяновският събор.
В центъра на селото има паметник на партизанина Любчо Баръмов.